# Panfīlov Aūdany
Panfīlov Aūdany är ett distrikt i Kazakstan.   Det ligger i oblystet Almaty, i den östra delen av landet, 1 000 km sydost om huvudstaden Astana.